# Gephyromantis grosjeani
A Gephyromantis grosjeani   a kétéltűek (Amphibia) osztályába és  a békák (Anura) rendjébe aranybékafélék (Mantellidae) családjába tartozó faj. 

## Előfordulása
Madagaszkár endemikus faja. A sziget északi részén, egyetlen helyen figyelték meg a Sava régióban, a Soata-masszívumban, 1400–1500 m-es magasságban.

## Természetvédelmi helyzete
A vörös lista jelenleg nem tartja nyilván. 